# 荸荠

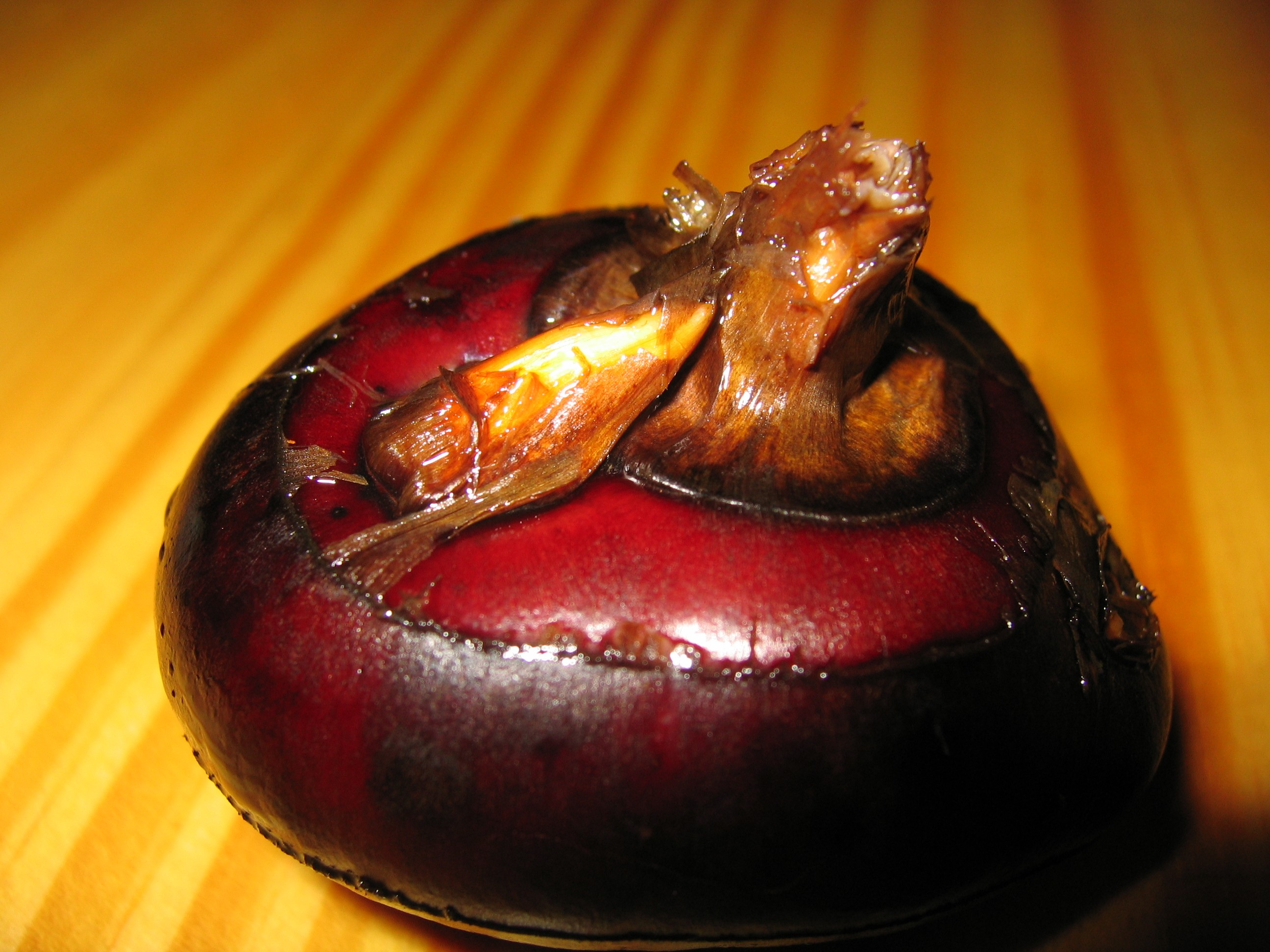
荸薺的成熟球茎

荸薺，又名马荠、马蹄、地栗、凫茈、茈骨、乌芋、菩荠、地梨、芍、马薯、铺李子，是莎草科荸荠属一种。

## 形态
荸薺是多年生水生草本植物，地下有匍匐茎，先端膨大为球茎（地下变态茎），球茎扁圆形，表面平滑，老熟后呈深栗色或枣红色，有环节3-5圈，并有短喙状顶芽及侧芽，依品种不同，球茎直径10–50毫米。地上茎直立丛生，管状浓绿色，有节，节上生膜状退化叶，穗状花序，褐色花，瘦果，性喜温暖湿润，不耐寒。

## 分布
原生于印度、熱帶非洲、東南亞、華南以及澳洲一帶，中國大陸主要分布于江苏、安徽、浙江、广东、广西、湖北、湖南，台灣主要分布于北部水田，甜荸薺近年產於嘉義縣水上鄉。

## 用途
荸荠口感甜脆，营养丰富，含有蛋白质、脂肪、粗纤维、胡萝卜素、维生素B、维生素C、铁、钙和碳水化合物。可以用来烹调，并可制淀粉。广东小吃马蹄糕，就是用荸荠所制的、稱為「馬蹄粉」的淀粉所制。它的纤维是球状的，容易吸附杂物，有很好的清理肠道功能。若要生吃一定要把芽眼和外皮彻底清除，否则易導致薑片蟲卵進入腸道寄生。

## 外部連結
- 荸薺 （页面存档备份，存于） 藥用植物圖像數據庫 (香港浸會大學中醫藥學院)